# イ・ジョンジェ
イ・ジョンジェ（朝: 이 정재、Hanja: 李政宰、1972年12月15日 - ）は、韓国の俳優。ソウル特別市出身。本貫は全州李氏。アーティストカンパニー所属。

## 経歴
現代高等学校卒業。1994年の映画『若い男』で4つの映画賞の新人賞を受賞。1999年には『太陽はない』での演技が評価され、韓国で最も権威のある青龍映画賞の男優主演賞を史上最年少で受賞した。
2016年5月、俳優のチョン・ウソンと共に総合エンターテインメント会社「アーティストカンパニー」を設立することを発表し、自身も所属俳優となる。
役者としては長身なスタイルの良さを活かしたクールもしくは知性的な位の高い役柄のイメージで広く認知されていたが、2021年9月17日にNetflixで配信されるやいなや、世界各地で一世を風靡し特大ヒットを記録したサバイバル連続ドラマ『イカゲーム』では不定期で運転代行をしているものの、実母の金を使い込む借金まみれのギャンブル狂かつ人情味のある主人公のソン・ギフンを演じ、番組データベースサイトの世界最大手であるIMDbでは連日検索ランキングで上位を維持するなど世界中で検索数が急上昇、元々Instagramのアカウントがなかったが、2021年10月2日に開設した後フォロワー数が急速に増え、2021年11月20日時点で490万人を超えた。韓国国内でも今までとのギャップが話題となった。『イカゲーム』での演技によりドラマの演技賞で世界で最も権威のある第74回プライムタイム・エミー賞 主演男優賞（ドラマ・シリーズ部門）・第28回全米映画俳優組合賞 男優賞 ドラマシリーズ部門の受賞、第79回ゴールデングローブ賞 男優賞（ドラマ部門）のノミネートなどの快挙を果たした（詳細は「イカゲームの受賞とノミネートの一覧」を参照）が、いずれの賞も個人のアジア人で初めての受賞ないしはノミネートであった。
2022年、初監督映画『ハント』が公開された。同作では主演と脚本も兼ねている。
2024年にDisney+で配信されるスターウォーズシリーズ「アコライト」でジェダイマスター・ソルの役を務めた。

## 出演

### 映画
- おせっかいはNO、愛はOK（1993年）
- 若い男（1994年） - イ・ハン 役
- アルバトロス（1996年） - ピョンサン 役
- 朴VS朴（1997年） - パク・スソク 役
- 火の鳥（1997年） - ヨンフ 役
- 情事 an affair（1998年） - ウイン 役
- 太陽はない（1999年） - チョ・ホンギ 役
- イ・ジェスの反乱（1999年） - イ・ジェス 役
- イルマーレ（2000年） - ソンヒョン 役
- Interview インタビュー（2000年） - ウンソク 役
- 純愛譜（2000年） - ウィン 役
- ラスト・プレゼント（2001年） - チョン・ヨンギ 役
- 黒水仙（2001年） - オ刑事 役
- オーバー・ザ・レインボー（2002年） - イ・ジンス 役
- オー! ブラザーズ（2003年） - オ・サンウ 役
- タイフーン/TYPHOON（2005年） - カン・セジョン 役
- 1724 妓房乱動事件（2008年） - チョンドン 役
- ハウスメイド（2010年）- フン 役
- 10人の泥棒たち（2012年） - ポパイ 役
- 新しき世界（2013年） - イ・ジャソン 役
- 観相師 -かんそうし-（2013年） - 首陽大君 役
- ビッグマッチ（2014年） - チェ・イクホ 役
- 暗殺（2015年） - ヨム・ソクチン 役
- オペレーション・クロマイト（2016年） - チャン・ハクス 役
- 逆転の日（2016年）  - カン・ソンジュン 役 ※韓中合作
- 代立軍 ウォリアーズ・オブ・ドーン（2017年）  - トウ 役
- 神と共に 第一章:罪と罰（2017年） - 閻魔大王 役 ※特別出演
- 神と共に 第二章:因と縁（2018年） - 閻魔大王 役 ※特別出演
- 気がつけば、結婚（2019年）- 弁護士 役 ※特別出演
- サバハ（2019年） - パク・ウンジェ 役
- ただ悪より救いたまえ（2020年） - レイ 役
- ハント（2022年） - パク・ピョンホ 役 ※兼 監督・脚本
- リボルバー（2024年） - イム・ソギョン 役

### ドラマ
- 恐竜先生（1993年、SBS） - イ・ジョンジェ 役
- 男の孤独（1994年、KBS2） - ジェジョン 役
- フィーリング（1994年、KBS2） - ハン・ジュン 役
- 愛はブルー（1994年、SBS） - ナ・ジェソン 役
- 砂時計（1995年、SBS） - ペク・ジェヒ 役
- かたつむり（1997年、SBS） - オ・ドンチョル 役
- 白夜（1998年、SBS） - イ・ヨンジュン 役
- エア・シティ（2007年、MBC） - キム・ジソン 役
- トリプル（2009年、MBC） - シン・ファル 役
- 補佐官〜世の中を動かす人々〜（2019年、JTBC） - チャン・テジュン 役
- 補佐官2〜世の中を動かす人々〜（2019年、JTBC） - チャン・テジュン 役
- 熱血弁護士 パク・テヨン 〜飛べ、小川の竜〜（2021年、SBS） - チャン・テジュン 役 ※特別出演
- イカゲーム（2021年、Netflix） - ソン・ギフン 役
- スター・ウォーズ:アコライト（2024年、Disney+） - ソル 役
- イカゲーム シーズン2（2024年、Netflix） - ソン・ギフン 役
- イカゲーム シーズン3（2025年、Netflix） - ソン・ギフン 役

### テレビ番組
日本
- しゃべくり007（2021年12月27日、日本テレビ系） - レギュラー出演者であるしゃべくりメンバーと『イカゲーム』のパロディ「しゃべゲーム」との企画で対決した。
- 5時に夢中!（2023年8月31日、TOKYO MX） - 韓国映画「ハント」のジャパンプレミア上映のために来日[10]。上映会前に本番組に出演、初監督を務めた映画の撮影秘話などを語った[11][12]。

## 受賞歴
- 第16回青龍映画賞 - 新人男優賞（1995年、『若い男』）
- 第33回大鐘賞 - 新人男優賞（1995年、『若い男』）
- 第31回百想芸術大賞 - 新人演技賞（1995年、『若い男』）
- 第15回韓国映画評論家協会賞（1995年、『若い男』）
- 第31回百想芸術大賞 - 新人演技賞（1995年、『砂時計』）
- SBS演技大賞 - 男性新人賞（1995年、『砂時計』）
- 第33回百想芸術大賞 - 人気賞（1998年、『火の鳥』）
- 第20回青龍映画賞 - 主演男優賞（1999年、『太陽はない』）
- 第35回百想芸術大賞 - 人気賞（1999年、『太陽はない』）
- 第19回韓国映画評論家協会賞 - 主演男優賞（1999年、『太陽はない』）
- 第38回貯蓄の日 - 国務総理表彰（2001年）
- 第29回黄金撮影賞 - 演技大賞（2006年、『タイフーン/TYPHOON』）
- 第1回スタイルアイコンアワード - 本賞（2008年）
- 第4回Mnet 20’s Choice - 最も影響力のあるスター20人（2010年）
- 第31回ポルト国際映画祭 - 主演男優賞（2011年、『ハウスメイド』）
- 第34回青龍映画賞 - 助演男優賞（2013年、『観想師 -かんそうし-』）
- 第50回大鐘賞 - 人気賞（2013年、『観想師 -かんそうし-』）
- 第33回韓国映画評論家協会賞 - CJ CGVスター賞（2013年、『観想師 -かんそうし-』『新しき世界』）
- 第50回百想芸術大賞 - 男性助演賞（2014年、『観想師 -かんそうし-』）
- 第5回今年の映画賞 - 助演男優賞（2014年、『観想師 -かんそうし-』）
- 第51回百想芸術大賞 - In Style賞（2015年）
- 第24回釜日映画賞 - 主演男優賞（2015年、『暗殺』）
- 第3回マリ・クレールアジアスターアワード - 今年の俳優賞（2015年、『暗殺』）
- 第8回スタイルアイコンアワード - 本賞（2016年）
- 第5回アジア・アーティスト・アワード - 今年の俳優賞（2020年、『ただ悪より救いたまえ』）
- 第25回消費者の日 授賞式 - 2020 観客が選ぶ今年の俳優（2020年、『ただ悪より救いたまえ』）
- 第6回アジア・アーティスト・アワード - 今年の俳優賞、ホットトレンド賞、ファビュラス賞（2021年、『イカゲーム』）
- 第74回プライムタイム・エミー賞 - 主演男優賞ドラマシリーズ（2022年、『イカゲーム』）

## その他
- 2003年から2007年にかけて、映画『純愛譜』で共演した女優のキム・ミニと交際していた[13]。
- 2015年より大象グループ副会長林世玲（朝鮮語版）と交際を始め、現在までも実質的パートナーである[14]。